# Rosario Mena
Rosario Mena es una periodista y cantautora chilena. 
Su primera publicación fue un libro de poemas Caliz en 1990 y nueve años después editó su primer trabajo de canciones Fe Ciega (1999) de manera independiente y fusionando electrónica casera con ritmos latinos. En 2002 formó parte de la primera selección del Sello Azul y lanzó su segundo trabajo Serial que mezcló electrónica y canción acústica. En el 2007 publicó de manera independiente Perpetua y contó con la colaboración de la cantante Nicole en la canción Dinero además de la difusión en radios de temas como Vender mi Alma y Dos. En 2008 participó del disco Almácigo.Musicalización de Poemas Inéditos de Gabriela Mistral, también colaboró en discos de Muza y Dr.Q. 
En 2012 fue reconocida con el premio Periodismo de Excelencia por su reportaje sobre el fotógrafo chileno Sergio Larraín  
En 2013 publicó su cuarto disco Náugrafa con colaboración de Leo Quinteros.  En 2020 publicó Porvenir bajo la producción musical de Cristián López.
En 2023 publica la trilogía Lo único que tengo, en homenaje a Víctor Jara.

## Discografía
- Fe Ciega (1999)
- Serial (2002)
- Perpetua (2007)
- Náufraga (2013)
- Porvenir (2020)
- Trilogia Homenaje Vìctor Jara (2023)